# 압둘라 빈 압둘아지즈 알사우드
압둘라 빈 압둘아지즈 알사우드(아랍어: عبدالله بن عبدالعزيز آل سعود, 문화어: 아브둘라흐 빈 아브둘 아지즈, 1924년 8월 1일~2015년 1월 23일)는 제6대 사우디아라비아의 국왕(재위: 2005년 8월 1일~2015년 1월 23일)이다.
초대 사우디아라비아 국왕 이븐 사우드의 37명의 아들 중에 한명으로 태어났고, 파흐드 빈 압둘아지즈 알사우드 국왕의 이복 동생이다. 파흐드 국왕이 1995년에 뇌졸중으로 쓰러진 이래, 왕세자였던 압둘라는 사실상의 섭정으로서 실권을 잡았다. 국가 경비대 사령관이기도 하였지만, 2010년 11월 17일 아들의 무타이프 빈 압둘라 왕자에게 물러주었다. 덧붙여 와하브파 이맘으로서는 압둘라 3세로 불린다. 그리고 가혹한 체벌 제도와 여성에 대한 차별적 규제를 고수하며 종교의 자유를 억압한 전제 군주이기도 하다.

## 생애

### 어린 시절
압둘라는 이븐 사우드의 여덟번째 부인 파하다 빈드 아지알 쉬라임의 아들로 리야드에서 태어났다. 그녀는 이전 라시드가의 제 20대 당주로서 1920년에 이븐 사우드와 결혼을 하였다. 압둘라는 사우드 왕가를 위해서 설립된 학교에서 종교 권위자와 지식인으로부터 교육을 받았다. 1963년에는 사우디 국가 경비대의 장관으로 취임하여, 1982년 6월에 제1 부총리로 취임했다. 5명의 아내가 있고, 7명의 아들과 15명의 딸이 있다.

## 신앙
압둘라는 경건한 이슬람교도로 사라디 주의(이슬람교의 최초의 삼대의 가르침에 근거한 신앙을 엄격하게 해석하는 이슬람의 교의)에 따르고 있다. 사우디아라비아의 종교 지도자와 매주 만나서, 조언과 지도를 받고 있다고 한다.

## 행정과 외교
압둘라가 통치하는 사우디아라비아의 국가 이미지는 근대화에 크게 뒤떨어졌다. 사우디아라비아의 학교에서는 반유대주의를 가르치고 있었고 사우디아라비아 정부는 아프가니스탄의 탈레반 정권을 많이 지원하기도 하였다. 2001년 9월 11일 미국에 일어났던 9·11 테러 사건 이후, 탈리반 정권의 승인을 철회하였다.
2002년에는 압둘라는 이른바 아랍 평화 구상을 제창하였다. 이것은 당시 사우디가 이스라엘에 대한 평화의 최초의 시도이라고 받아들여졌다. 이 계획은 이스라엘이 팔레스타인 자치 정부에 점령지 전체를 반환하여 팔레스타인 자치 정부를 승인하도록 호소한 것이었다. 그와 관련해 압둘라는 전례가 없는 양보를 신청하였다. 이것에 대하여 아랍 국가와 이스라엘의 충돌을 끝내서 이스라엘과 평화 조약을 맺는 것이나 이스라엘을 승인하는 절차 및 아랍 국가와 이스라엘 간의 국교 정상화가 포함되어 있다. 이 계획은 아랍 국가와 이스라엘의 쌍방에서 비판을 받아 철회되었다.
최근에는 압둘라는 이집트, 시리아, 요르단을 방문했다. 중단했던 중동의 평화를 부활시켜 아랍 국가의 연대와 협력을 높이는 시도였다고 사우디아라비아 정부는 말하였다.
압둘라는 2015년 1월 23일 향년 90세로 타계하였고 왕위는 이복동생인 살만에게 옮겨졌다.

## 대미 관계
압둘라는 미국을 4번이나 방문하였다.
- 1976년 10월 압둘라가 높은 지위에 오를 당시에 미국 대통령 제럴드 포드를 만났다.
- 1987년 10월 미국으로 가서 당시의 부통령인 조지 H. W. 부시를 만났다.
- 1998년 9월에는 미국에 공식 방문하여, 워싱턴 DC에서 미국 대통령 빌 클린턴과 회담했다.
- 2000년 9월에는 유엔의 밀레니엄 축하 행사에 참석하였다. 또 당시의 대통령 조지 W. 부시를 포함한 부시 일가가 압둘라를 친구로 생각하였다.